# Thánh Valentinô
Thánh Valentinô (tiếng Ý: San Valentino, tiếng Latin: Valentinus), chính thức là Thánh Valentinô thành Rôma (Saint Valentine of Rome), là một vị thánh La Mã thế kỷ thứ 3 được truy niệm rộng rãi vào ngày 14 tháng 2 và kể từ thời Trung cổ gắn liền với truyền thống của tình yêu lãng mạn.

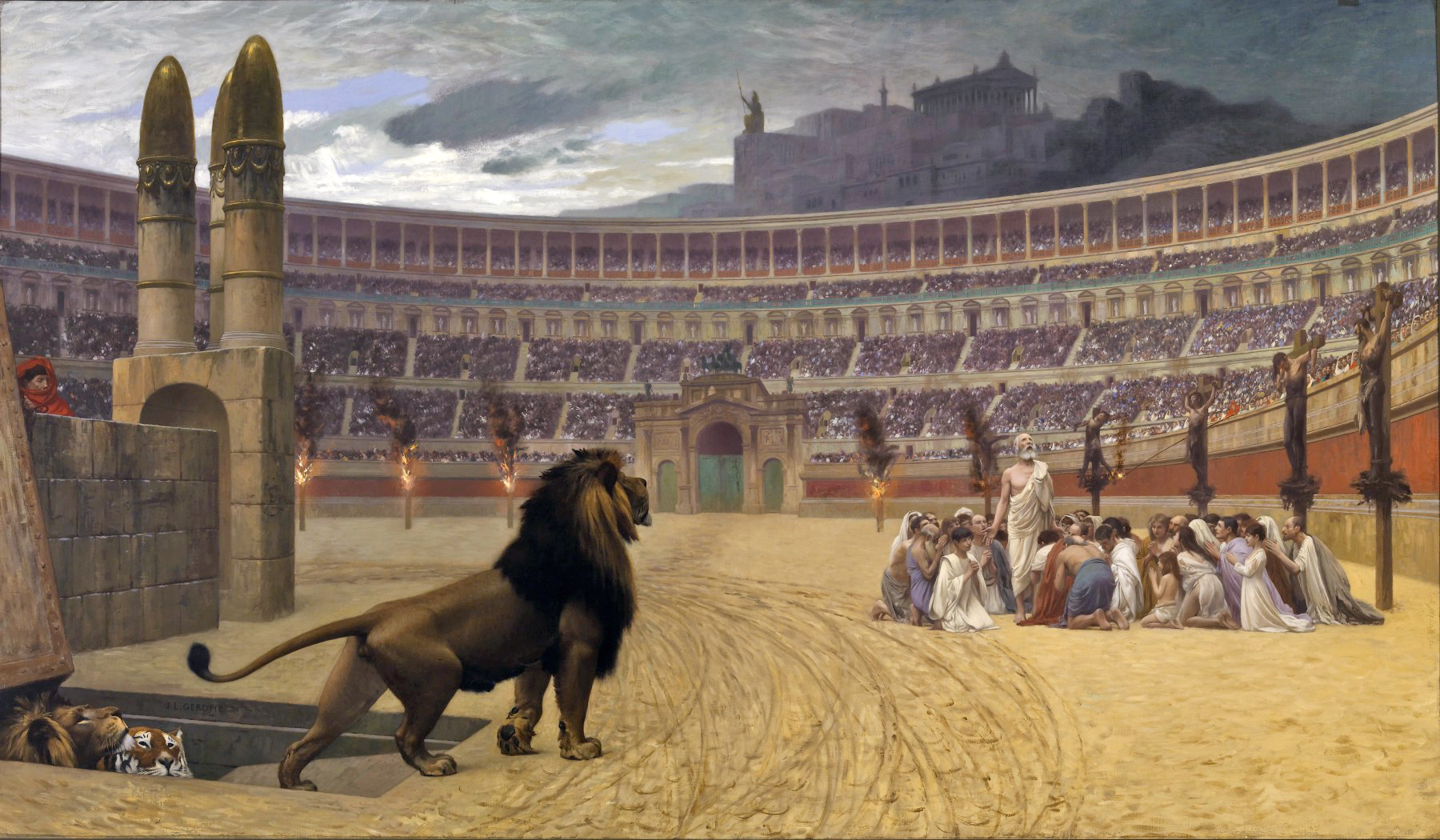
Thánh Valentine được kể là đã phục vụ các tín hữu giữa cuộc đàn áp Kitô hữu trong Đế chế La Mã

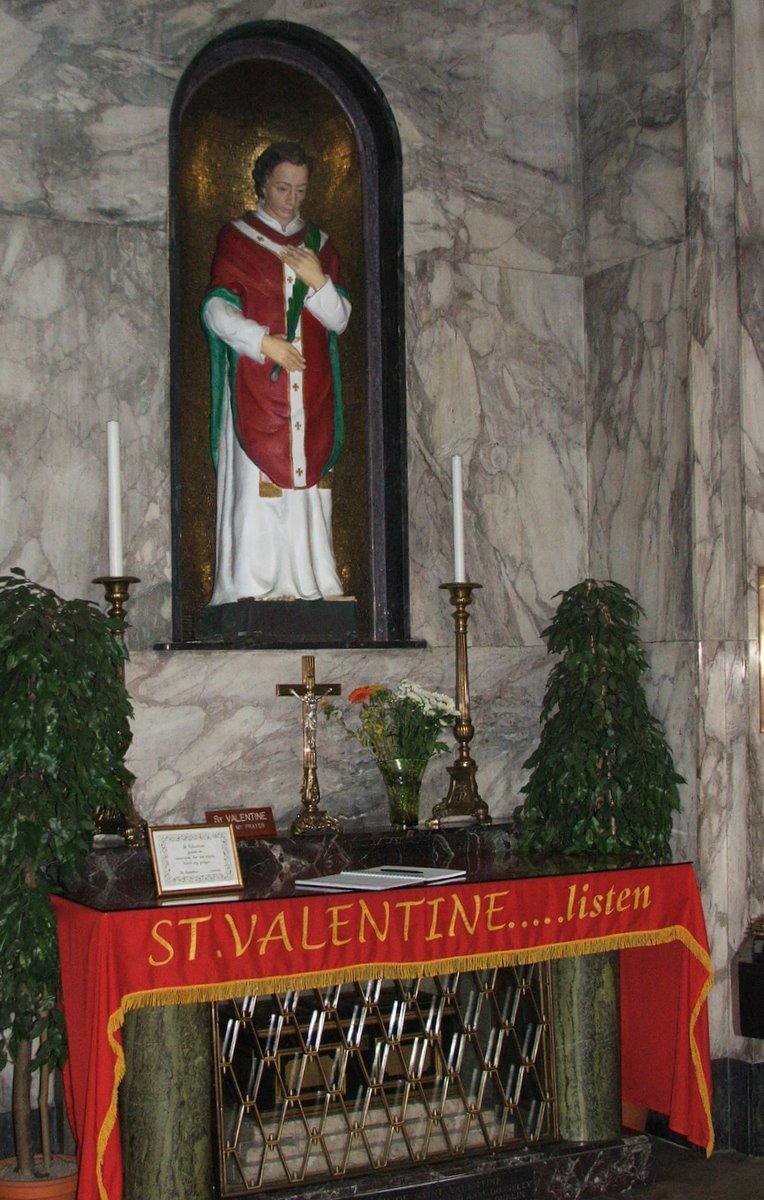
Bệ thờ tại Nhà thờ dòng Cát Minh Whitefriar ở Dublin, Ireland

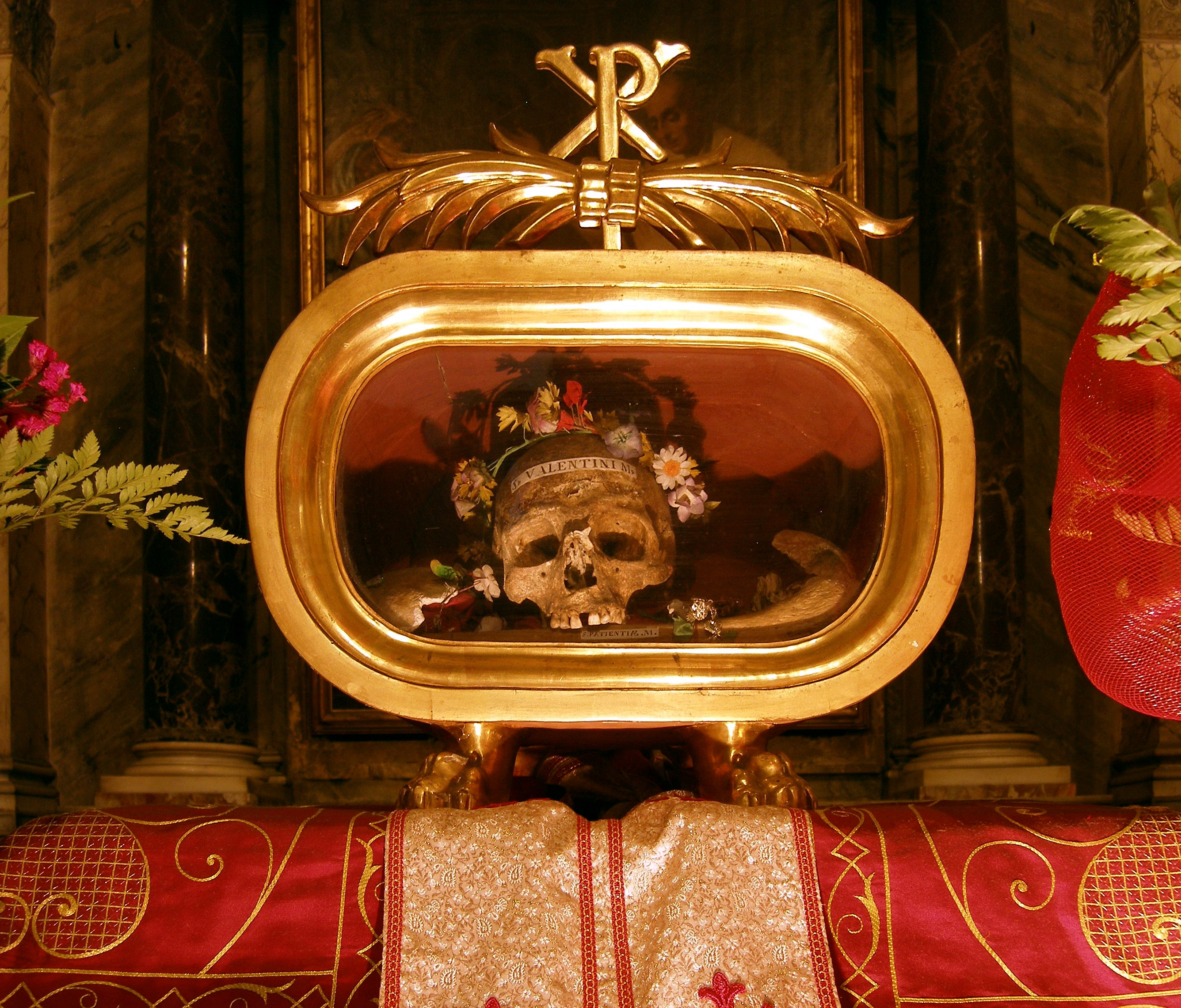
Hộp sọ của Thánh Valentine tại thánh đường Santa Maria ở Cosmedin, Rome

Thánh Valentine thành Rome là một giám mục trong Đế chế La Mã đã phụng sự cho các Kitô hữu, những người bị bắt bớ ở đó. Ông đã tử đạo và được chôn cất tại một nghĩa trang Kitô giáo trên đường Via Flaminia gần cầu Ponte Milvio ở phía bắc Rome, vào ngày 14 tháng 2, được coi là ngày Lễ Thánh Valentinô kể từ năm 496 sau Công nguyên. Một phần di hài của Thánh Valentinô được lưu giữ trong Nhà thờ và Hầm mộ San Valentino ở Rome, nơi "vẫn là một địa điểm hành hương quan trọng trong suốt thời Trung cổ cho đến khi thánh tích của Thánh Valentine được chuyển đến nhà thờ Santa Prassede trong thời giáo hoàng Nicholas IV". Hộp sọ của Thánh Valentine được trưng bày trong Vương cung thánh đường Santa Maria ở Cosmedin, Rome; các di tích khác đã được đưa đến Nhà thờ dòng Cát Minh Whitefriar ở Dublin, Ireland, nơi chúng vẫn còn cho đến ngày nay; ngôi nhà thờ cúng này tiếp tục là một nơi hành hương phổ biến, đặc biệt là vào Ngày Thánh Valentine, cho những người tìm kiếm tình yêu. Đối với Thánh Valentine của Rome, cùng với Thánh Valentine của Terni, "tóm tắt về hoạt động của hai vị thánh có ở gần như mọi nhà thờ và tu viện của châu Âu", theo Giáo sư Jack B. Oruch của Đại học Kansas.
Ông sinh năm 226 và tử đạo ngày 14 tháng 2 năm 269, vì ông sinh tại Terni, nên cũng có ý kiến cho rằng ông và Thánh Valentinô thành Terni có thể cùng là một người.

## Các truyền thuyết
Sự không nhất quán trong việc xác định vị thánh được nhân rộng trong các bản lý lịch khác nhau được gán cho ông.

### Truyền thuyết
Vào thời đó, Hoàng đế Claudius muốn xây dựng một đội quân hùng mạnh. Ông muốn tất cả đàn ông phải tham gia vào đội quân. Nhưng đa số người dân không muốn chiến tranh, họ không muốn phải chém giết lẫn nhau và phải rời xa gia đình mình. Đã có rất nhiều người đã không nhập ngũ. Điều này làm Hoàng đế Claudius rất giận dữ. Ông ta cho rằng nếu những người đàn ông không lấy vợ thì họ sẽ không phản đối việc tham gia vào quân đội.
Thế là, Hoàng đế Claudius II quyết định không cho phép bất cứ một người đàn ông nào được kết hôn. Những thanh niên trai tráng rất tức giận với cái luật mới này của ông ta. Valentine cũng không ủng hộ luật này. Bởi vì, ông là một linh mục và công việc yêu thích nhất của ông là se duyên cho các cặp tình nhân. Vậy là, sau khi Hoàng đế Claudius ban hành điều luật của người thì ông vẫn tiếp tục đứng ra tổ chức các đám cưới và tất nhiên là một cách bí mật. Mà điều này lại dường như là rất thú vị. ông đã tổ chức đám cưới trong một không gian nhỏ với một cây nến chỉ có cô dâu, chú rể và tôi. ông thì thầm đọc những lời nguyện cho đám cưới trong những tiếng bước chân rình rập của những tên lính hoàng đế.
Và một đêm khi đang làm đám cưới cho một đôi tình nhân ông nghe thấy tiếng bước chân. Thật là kinh hoàng. Nhờ ơn Chúa, đôi tình nhân đã kịp trốn thoát, nhưng ông đã bị bắt (có lẽ tại bước chân của ông đã không còn nhanh nhẹn như trước đây). ông bị đưa ra toà và bị kết án tử hình. Những ngày còn lại trong tù chờ án tử ông cố gắng sống một cách vui vẻ. Mọi việc thật là tuyệt vời. Rất nhiều thanh niên đã đến nhà tù để thăm ông. Họ ném hoa và những lá thư qua cửa sổ cho ông. Họ muốn ông biết rằng họ sẽ luôn luôn tin vào tình yêu. Một cô gái em của người cai tù được anh trai cho phép cô vào nhà tù thăm ông. Họ đã ngồi và nói chuyện với nhau hàng giờ liền. Cô gái đã giúp ông luôn giữ vững được tinh thần. Vào ngày ông phải lên đoạn đầu đài, ông đã chuyển một lá thư cảm ơn đến cô gái vì tình bạn và lòng trung thành mà cô gái đã dành cho ông và ký dưới bức thư dòng chữ: "Tình yêu của Valentine dành cho con".
Một cuốn sách giáo khoa phổ biến mô tả Thánh Valentine là một linh mục của Rome hoặc là cựu Giám mục của Terni, một thị trấn quan trọng của Umbria, ở miền trung nước Ý. Trong khi bị Thẩm phán Asterius quản thúc tại gia, và tra khảo về đức tin của ông, Valentinus (phiên bản tiếng Latin của tên ông) đã thảo luận về tính hợp lệ của Chúa Giêsu. Thẩm phán đưa Valentinus vào thử nghiệm và mang đến cho anh ta cô con gái mù của thẩm phán. Nếu Valentinus thành công trong việc khôi phục thị lực của cô gái, Asterius sẽ làm bất cứ điều gì ông yêu cầu. Valentinus, cầu nguyện với Chúa, đặt tay lên mắt cô và tầm nhìn của cô gái được phục hồi. Ngay lập tức, thẩm phán khiêm nhường hỏi Valentinus anh nên làm gì. Valentinus trả lời rằng tất cả các thần tượng xung quanh nhà của thẩm phán nên bị phá vỡ, và thẩm phán nên nhịn ăn trong ba ngày và sau đó trải qua bí tích rửa tội Kitô giáo. Thẩm phán đã vâng lời và kết quả là đã cho giải thoát tất cả các tù nhân Kitô giáo dưới quyền. Thẩm phán, gia đình và bốn mươi bốn thành viên gia đình (thành viên gia đình và người hầu) đã được rửa tội. Valentinus sau đó đã bị bắt một lần nữa vì tiếp tục truyền giáo và được gửi đến quận Rome, cho chính hoàng đế Claudius Gothicus (Claudius II). Claudius thích ông cho đến khi Valentinus cố gắng thuyết phục Claudius cải đạo theo Kitô giáo, sau đó, Claudius từ chối và kết án Valentinus cho đến chết, ra lệnh rằng Valentinusphải từ bỏ đức tin của mình nếu không ông sẽ bị đánh đập và bị chặt đầu. Valentinus từ chối và lệnh của Claudius được thực hiện bên ngoài Cổng Flaminian ngày 14 tháng 2 năm 269.
Một tô điểm cho câu chuyện này kể rằng trước khi bị xử tử, Thánh Valentine đã viết một bức thư cho con gái của Asterius và đã ký "từ Valentine của cô" (From your Valentine), được cho là đã "truyền cảm hứng cho những thư tình lãng mạn ngày nay".
Theo Legenda Aurea của Jacobus de Voragine, được biên soạn vào khoảng năm 1260 và là một trong những cuốn sách được đọc nhiều nhất thời Trung cổ, cung cấp đầy đủ thông tin về các vị thánh cho mỗi ngày trong năm phụng vụ để truyền cảm hứng cho một bài giảng mỗi dịp. Bản tóm tắt ngắn gọn về Thánh Valentine nói rằng ông đã bị xử tử vì từ chối từ bỏ Chúa Kitô theo lệnh của "Hoàng đế Claudius" vào năm 269. Trước khi bị cắt đầu, Valentine này đã phục hồi thị giác và thính giác cho con gái của quản ngục của mình.